# Canton de Bastia-4
Le canton de Bastia-4  est une division administrative française située dans le département de la Haute-Corse et la collectivité territoriale de Corse.

## Histoire
Le canton est créé par le décret du 18 août 1973 à la suite du démantèlement des anciens cantons de Bastia-I et de Bastia-II ; il prend l'appellation officielle de « canton de Bastia-IV (Cimbalo) ».
Le décret du 26 février 2014, qui entre en vigueur lors des élections départementales de mars 2015, modifie les limites du canton qui comprend depuis une commune entière et une fraction de la ville de Bastia.

## Représentation

### Représentation avant 2015
| Période | Période | Identité                              | Étiquette | Qualité                                                                                    |
| ------- | ------- | ------------------------------------- | --------- | ------------------------------------------------------------------------------------------ |
| 1973    | 1982    | Albert Stefanini (1919-1999)          | PCF       | Secrétaire fédéral du PCF Conseiller municipal puis adjoint au Maire de Bastia (1968-1985) |
| 1982    | 1994    | François-Antoine Gandolfi (1925-2001) | RPR       | Chef d'entreprise, conseiller municipal de Bastia Conseiller territorial (1982-1988)       |
| 1994    | 2015    | Jean-Baptiste Raffalli                | PRG       | 6e vice-président du Conseil général Conseiller municipal de Bastia                        |

### Représentation depuis 2015
| Période élective | Période élective | Mandat | Mandat | Identité             | Nuance | Nuance | Qualité                    |
| ---------------- | ---------------- | ------ | ------ | -------------------- | ------ | ------ | -------------------------- |
| 2015             | 2021             | 2015   | 2017   | Coralie Pruneta Leca |        | DVG    |                            |
| 2015             | 2021             | 2015   | 2017   | Michel Simonpietri   |        | DVG    | Retraité, maire de Furiani |

À l'issue du 1er tour des élections départementales de 2015, deux binômes sont en ballotage : Coralie Pruneta Leca et Michel Simonpietri (DVG, 41,16 %) et Elisabeth Fratacci Poggi et Pierre Pieri (Divers, 18,25 %). Le taux de participation est de 51,09 % (4 247 votants sur 8 312 inscrits) contre 56,69 % au niveau départementalet 50,17 % au niveau national.
Au second tour, Coralie Pruneta Leca et Michel Simonpietri (DVG) sont élus avec 65,95 % des suffrages exprimés et un taux de participation de 49,49 % (2 483 voix pour 4 114 votants et 8 312 inscrits).

## Composition

### Composition avant 2015

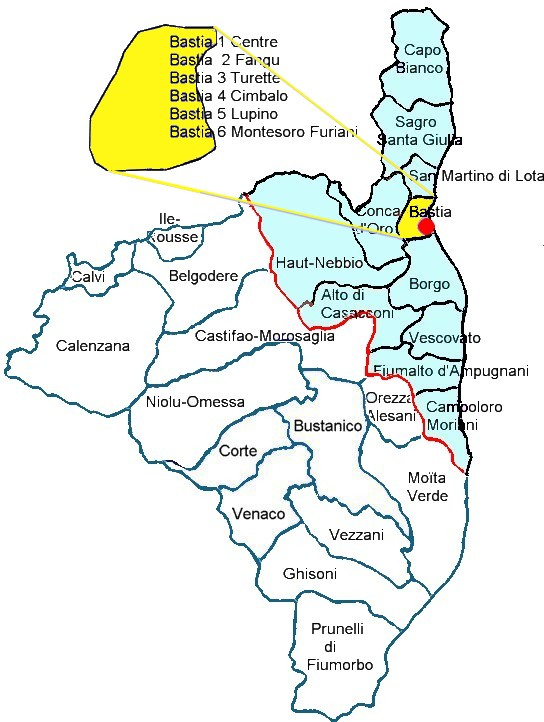
Localisation du canton de Bastia-Cimballo.

Lors de sa création, le canton de Bastia-IV (Cimbalo) comprenait les voies et quartiers ci-après : rue Notre-Dame, rue de la Chartreuse, rue Sainte-Croix, rue de l'Evêché, rue de l'Esplanade, place du Donjon, place Gasco, rue des Turquines, rue du Dragon, rue du Cloître, rue de la Chiappe, place Vincetti, montée Philippine, rue Campanari, cours du Docteur-Favale, rue Colonella, rue Saint-Joseph, rue César-Vezzani, Les Capucins, Ficajola, montée Sanrocuccio.
Le canton de Bastia-4 était composé du quartier Cimballu de la ville de Bastia dans l'arrondissement de Bastia (bleuté sur la carte). Son altitude varie de 0 (Bastia) à 963 m (Bastia) pour une altitude moyenne de 30 m.

### Composition depuis 2015
| Nom                            | Code Insee | Intercommunalité | Superficie (km2) | Population (dernière pop. légale)               | Densité (hab./km2) | Modifier                                    |
| ------------------------------ | ---------- | ---------------- | ---------------- | ----------------------------------------------- | ------------------ | ------------------------------------------- |
| Bastia (bureau centralisateur) | 2B033      | CA de Bastia     | 19,38            | Fraction : 9 542 (2022) Commune : 47 459 (2022) | 2 449              | modifier les données · modifier les données |
| Furiani                        | 2B120      | CA de Bastia     | 18,49            | 6 308 (2022)                                    | 341                | modifier les données · modifier les données |
| Canton de Bastia-4             | 2B04       |                  |                  | 15 850 (2022)                                   |                    | modifier les données                        |

Le nouveau canton de Bastia-4 comprend :
1. une commune entière,
2. la partie de la commune de Bastia non incluse dans les cantons de Bastia-1, Bastia-2 et Bastia-3.

## Démographie

### Démographie avant 2015
| 1975 | 1982 | 1990  | 1999  | 2006  | 2011  | 2012  |
| ---- | ---- | ----- | ----- | ----- | ----- | ----- |
| -    | -    | 9 905 | 8 883 | 3 180 | 2 537 | 2 622 |

### Démographie depuis 2015
En 2022, le canton comptait 15 850 habitants, en évolution de +5,96 % par rapport à 2016 (Haute-Corse : +5,15 %, France hors Mayotte : +2,11 %).
| 2013   | 2018   | 2022   |
| ------ | ------ | ------ |
| 14 037 | 15 389 | 15 850 |